# Mesachorutes quadriocellatus
Mesachorutes quadriocellatus is een springstaartensoort uit de familie van de Hypogastruridae. De wetenschappelijke naam van de soort is voor het eerst geldig gepubliceerd in 1900 door Absolon.